# Vulkansko travišče Serengeti
Vulkansko travišče Serengeti je ekoregija tropska in subtropska travišča, savana in makija v Tanzaniji. Za ekoregijo so značilna travišča, ki rastejo na nahajališčih vulkanskega pepela v severni Tanzaniji. Vključuje vzhodni del narodnega parka Serengeti ter območja južno in vzhodno od Kraterskega višavja Ngorongoro.

## Topografija
Vulkansko travišče Serengeti so edafska rastlinska skupnost, ki raste na tleh, pridobljenih iz vulkanskega pepela. Izbruh zdaj že izumrlega vulkana Kerimasi pred 150.000 leti je odložil ogromne količine finega belkasto sivega pepela. Novejši izbruhi vulkana Ol Doinyo Lengai so poglobili usedline pepela. Te usedline pepela so se s časom strdile in ustvarile plasti travertina in kalcitne trde zemlje. Ravne ali rahlo valovite ravnice tu in tam prekinjajo skalnati osamelci, izdanki spodnjih predkambrijskih kamnin. Teren leži na povprečni nadmorski višini 1438 metrov, ki se dviga do največ 2804 metrov.

## Podnebje
Podnebje ekoregije je oceansko, subtropska visokogorska varianta (Köppnova podnebna klasifikacija (Cwb) – zmerno toplo podnebje s toplim poletjem). To podnebje ima hladna do topla poletja in hladne, a ne mrzle zime. Običajno je povezano z obalnimi območji v srednjih zemljepisnih širinah, vendar se pojavlja tudi na višjih nadmorskih višinah v notranjosti. Temperature in padavine so razmeroma enakomerne skozi vse leto, pri čemer nobeno mesečno povprečje ni pod 0 °C in nobeno mesečno povprečje ne presega 22 °C.

## Rastlinstvo in živalstvo
Teren je 52 % zelnate vegetacije, vključno s travami, 26 % nizkih grmovnic, 11 % obdelanih kmetijskih zemljišč, preostanek pa so odprti gozdovi in mokrišča. Značilne travnate vrste so: Andropogon greenwayi, Chloris gayana (trava Rodes), Cynodon dactylon (prstasti pesjak), srakonja Digitaria macroblephara, Eragrostis tenuifolia (elastična trava), Eustachys paspaloides (pahljačasta trava), Microchloa altera, Panicum coloratum (bela bivolja trava), Pennisetum mezianum, Pennisetum stramineum (perjasta ostra trava), Sporobolus ioclados in Themeda triandra (rdeča trava).

## Zavarovana območja
Približno 86 % ekoregije je v neki obliki statusa zavarovanega območja, vključno z:
- Narodni park Serengeti
- Narodni park jezera Manyara
- Zavarovano območje Ngorongoro